# チャイナボカン
チャイナボカンは、中国で起きている製品が爆発するということを表す言葉。

## 概要
中国で製造された製品は、いろいろなものが爆発している。爆発している物はポケットに入れていたライターや座っていた椅子やマンホールなど。このように中国で爆発している案件は想像を超えるほどのためにチャイナボカンと表現されるようになった。スイカや1元硬貨やダウンジャケットが爆発した例もある。
2016年6月には中国では誕生日ケーキが爆発したという事例が発生した。山東省浜州市に暮らす一家が6歳になる女児の誕生日を祝っていたところ、誕生日ケーキのデコレーション部分が突然爆発して、女児の眼球に直撃して重傷を負うこととなった。
2016年11月にはチャイナボカンの防止のために、成都市に所在する全寮制の専門学校では、学生が所有する炊飯器や電気ポットやドライヤーなどを没収して叩き壊すということをした。これには学生からの反発はあったが、学校側は電化製品が原因の火災事故を防ぐためにこのようにしたと説明。副校長は、中国では検品に合格していない製品が多く市場に出回っており大やけどや火災に至る危険性があると正当性を力説した。
2024年の高口康太の記事によると、最新のチャイナボカンのトレンドは自転車とのこと。国家消防救援局の統計によると2023年の電動自転車の火災は2万1000件発生している。これは年に3000から4000件のペースで増え続けているという規模である。中国の動画サイトでは自転車が爆発炎上する動画が多く存在している。